# Oud-Tongelre
Oud-Tongelre is een wijk in het stadsdeel Tongelre in de stad Eindhoven, in de Nederlandse provincie Noord-Brabant. De wijk ligt in het oosten van Eindhoven. Op 1 januari 2023 telde de wijk 8.935 inwoners, verdeeld over 4.360 woningen, met een gemiddelde WOZ-waarde van € 364.000, op een oppervlakte van 6,71 km². 
De wijk bestaat uit de volgende buurten:
- Doornakkers-West
- Doornakkers-Oost
- Het Busselke
- Muschberg en Geestenberg
- 't Hofke
- Karpen
- Koudenhoven
- Urkhoven

De wijk ligt aan de oostkant van Eindhoven en is zeer verschillend van opzet. De wijk Doornakkers(-Oost en West) is een achterstandswijk welke op de lijst van 40 wijken van minister Vogelaar staat terwijl Karpen en Koudenhoven villawijken zijn, met onder meer de IJzeren Man en de Karpendonkse Plas. De oude kern van het dorp Tongelre concentreerde zich rond de huidige wijk ’t Hofke.

## Fotogalerij

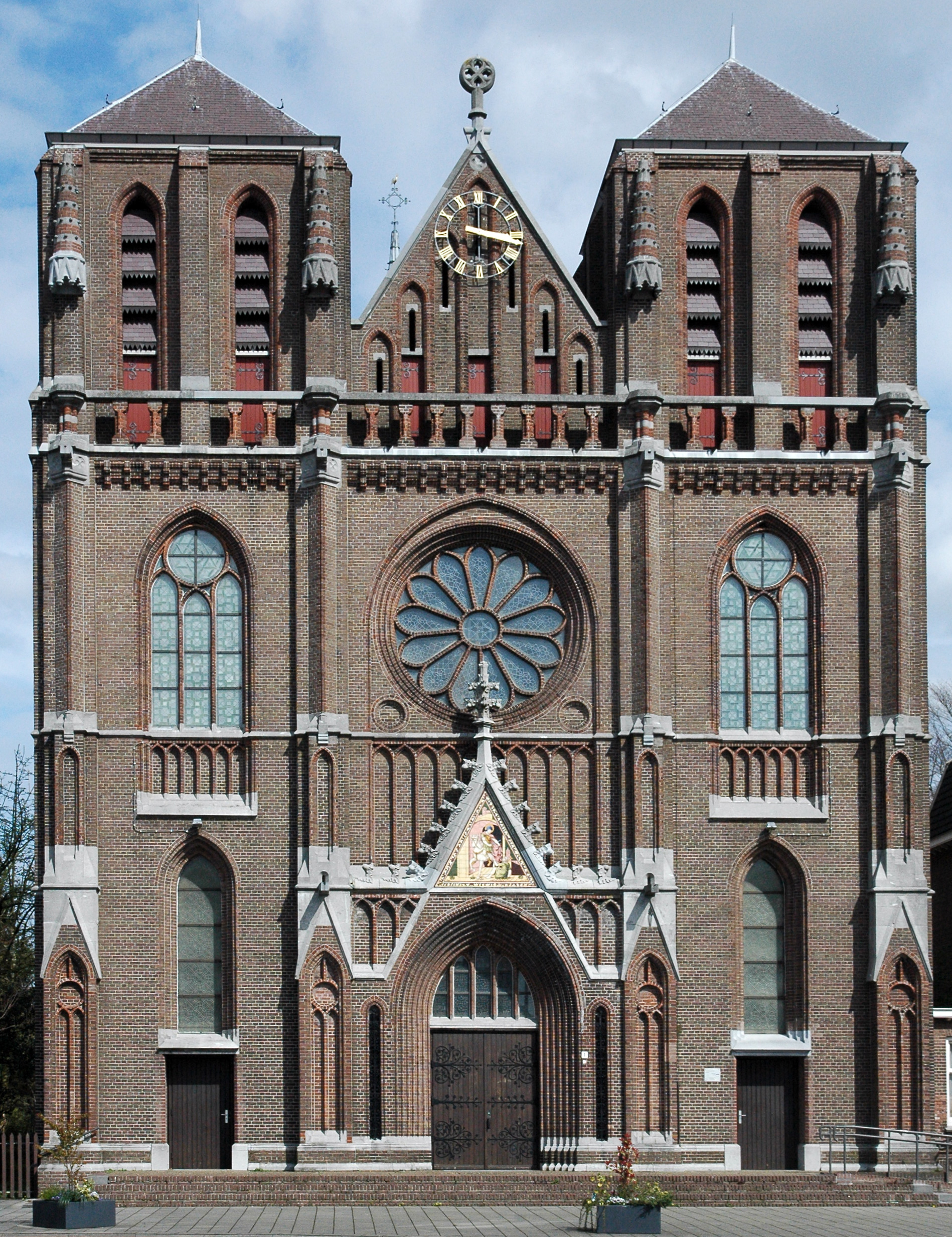
De Sint-Martinuskerk aan 't Hofke 1 in Tongelre
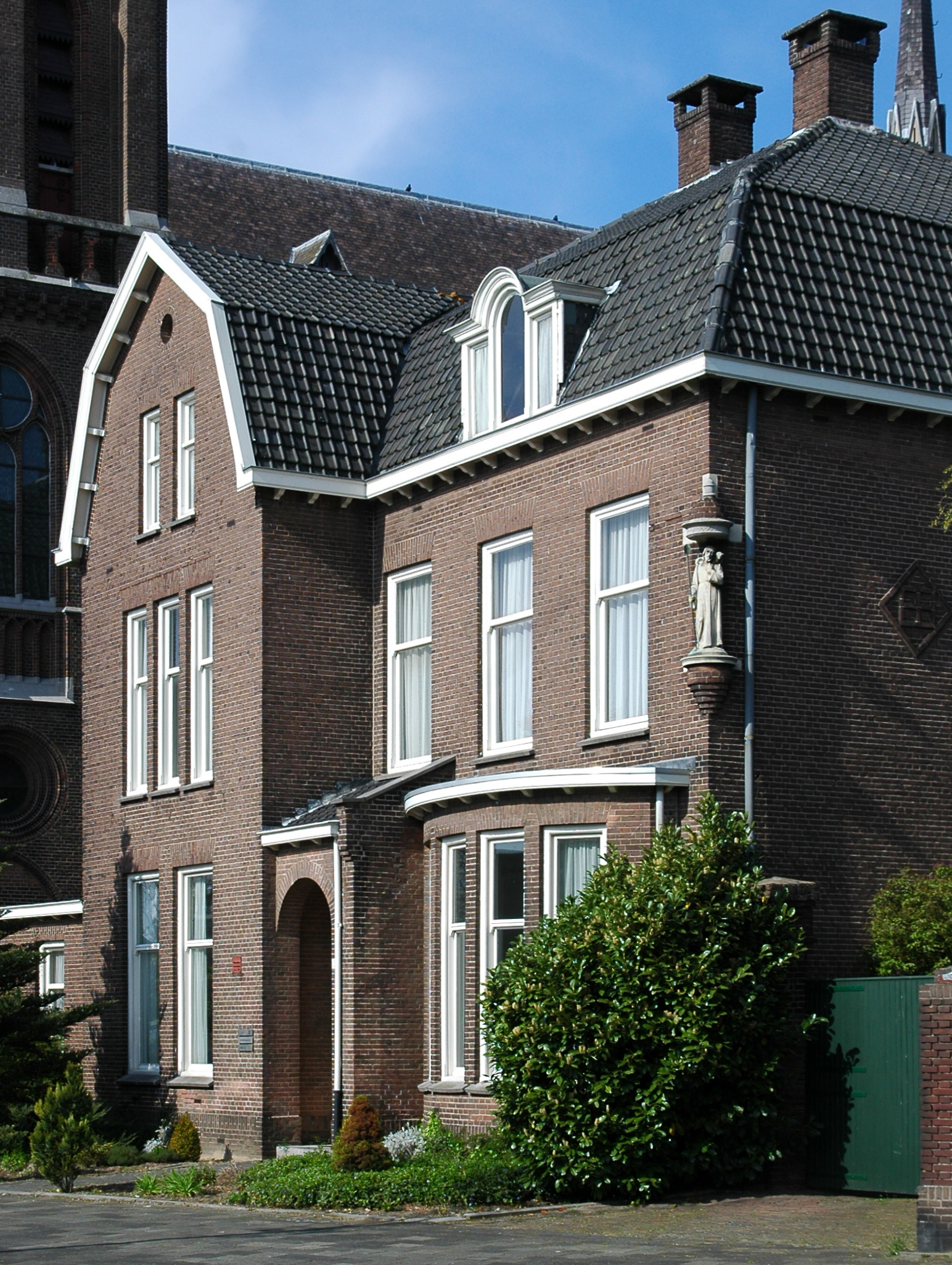
De pastorie naast de Martinuskerk op 't Hofke 3 (thans woonhuis)
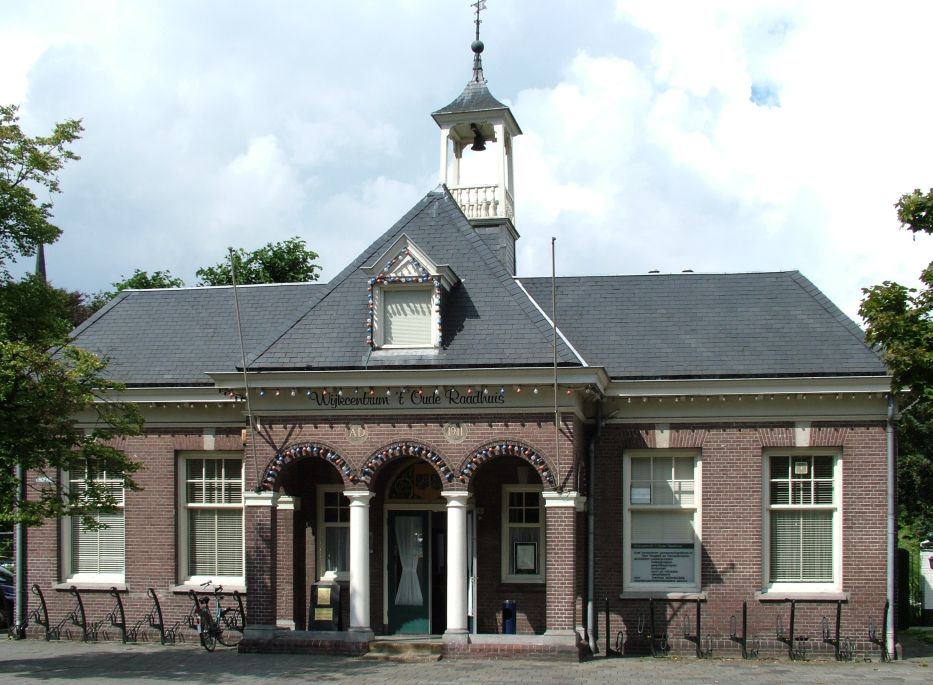
Het raadhuis van de voormalige gemeente Tongelre, nu in gebruik als wijkcentrum "'t Oude Raadhuis", 't Hofke 15
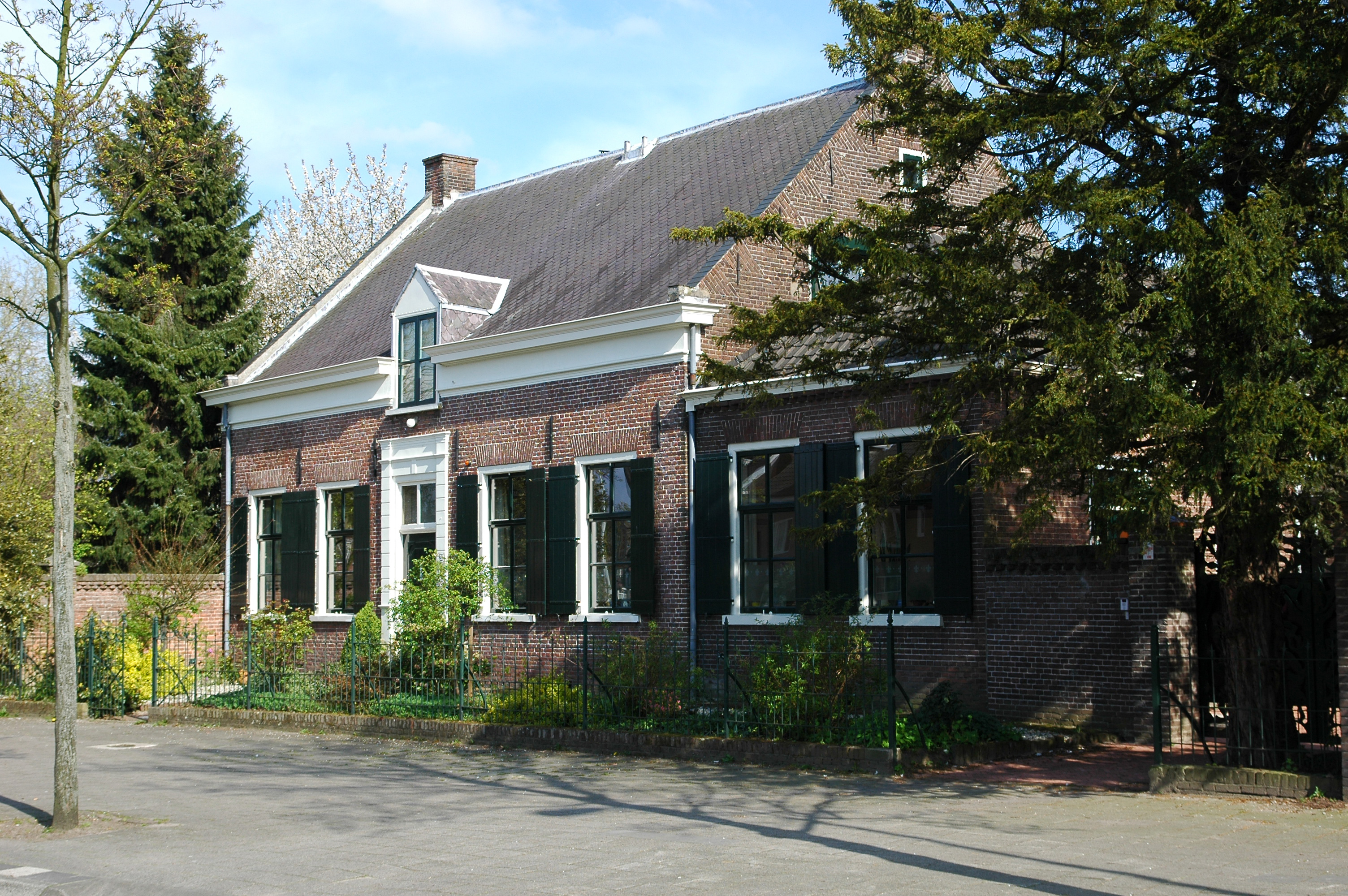
De oude pastorie op 't Hofke 22 (thans woonhuis)
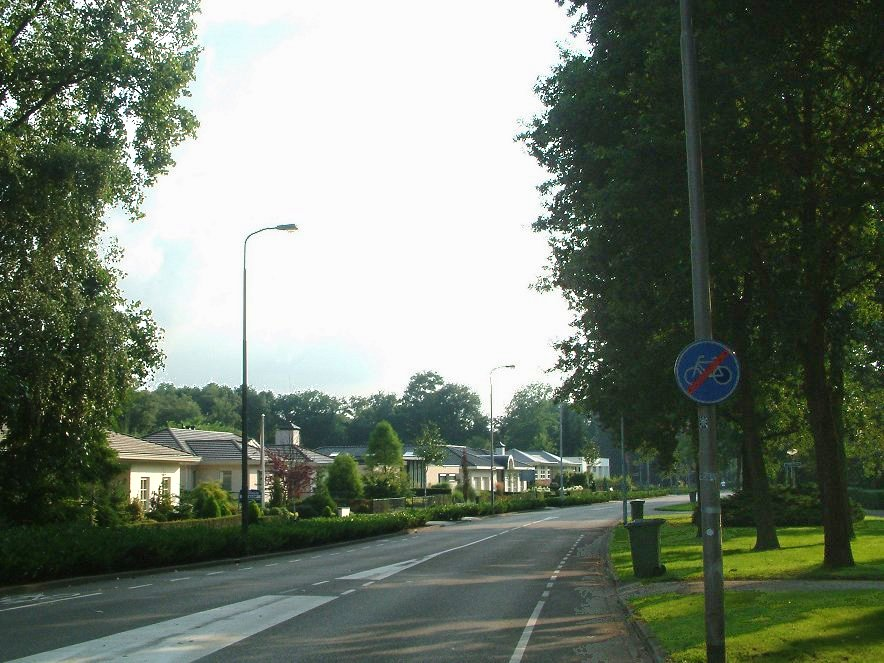
In de wijk Karpen
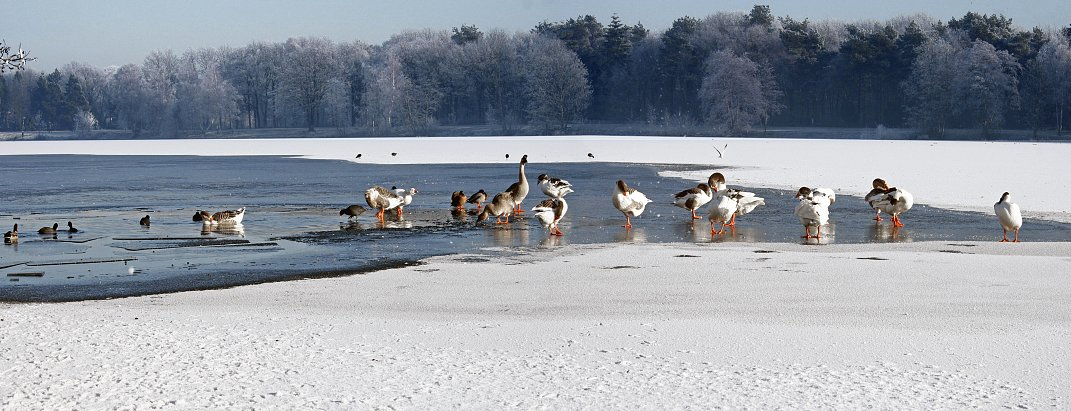
De Karpendonkse Plas (Karpen)
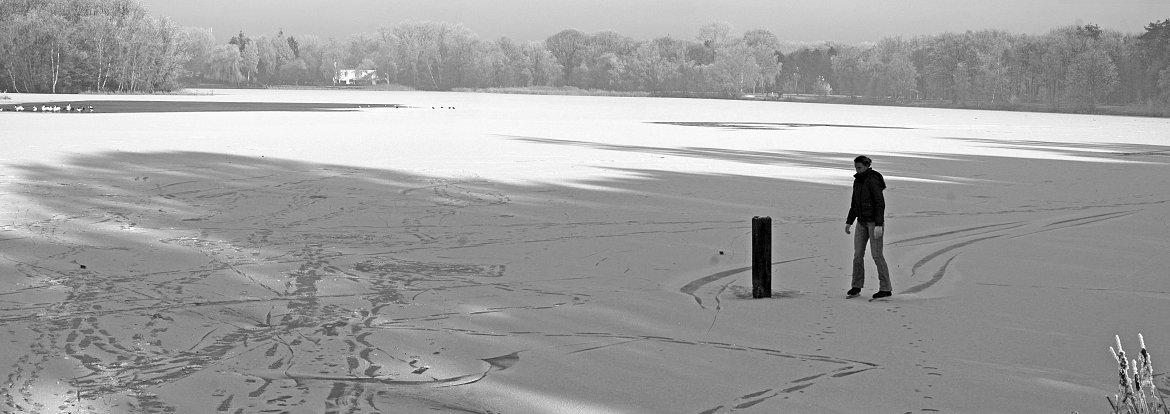
De Karpendonkse Plas (Karpen)